# 제2차 세계 대전 기간의 중립국

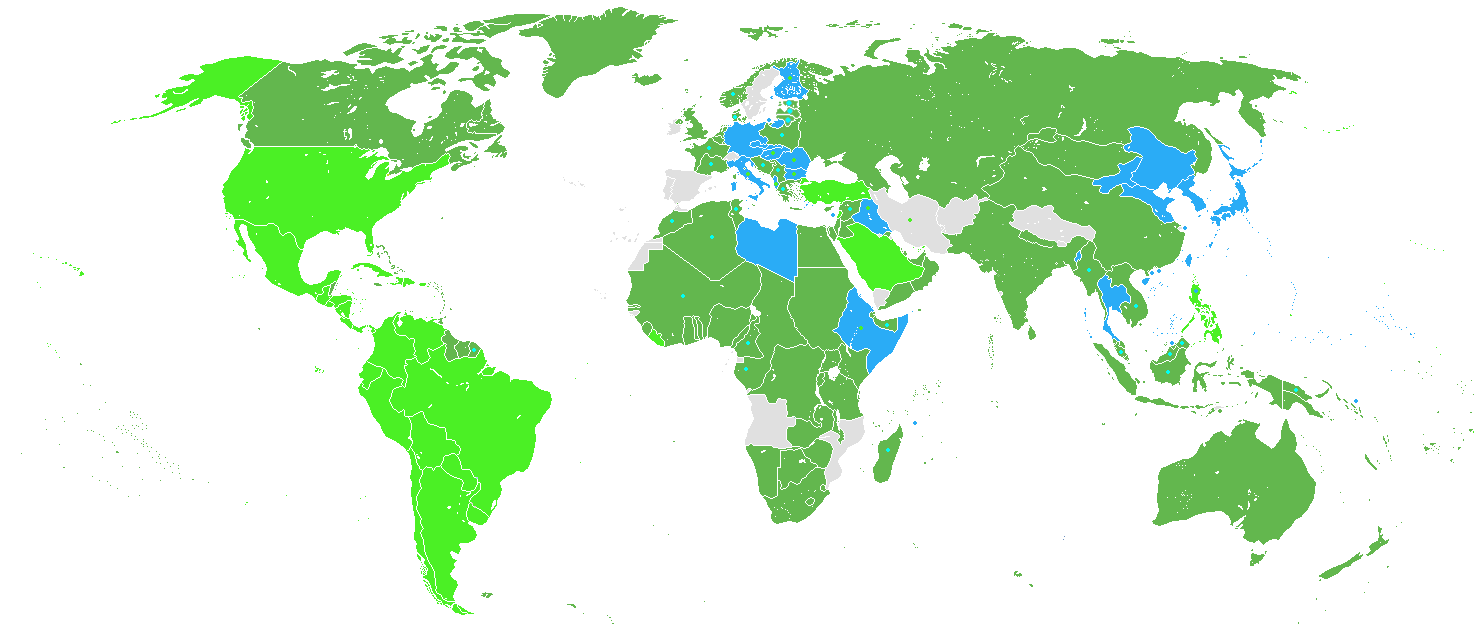

중립국은 제2차 세계 대전 동안 중립을 유지한 국가들이다. 이들 국가 중 일부는 해외에 대규모 식민지를 가지고 있거나 막대한 경제력을 지녔다. 스페인은 1939년 4월 1일(즉, 폴란드 침공 5개월 전)에 끝난 스페인 내전을 막 겪었으며, 이 내전에는 이후 제2차 세계 대전에 참전한 여러 국가들이 개입했다.
제2차 세계 대전 동안 중립국들은 공격을 피하기 위해 공식적으로 어느 편도 들지 않았다. 그러나 포르투갈, 스웨덴, 스위스는 모두 영국에 "자발적인" 여단을 공급하여 연합국을 도왔다. 반면 스페인은 추축국에 유리하게 연합국을 피하며, 자체적인 자발적 여단인 블루 디비전을 공급했다. 아일랜드는 미국과 마찬가지로 대체로 연합국 편을 들었다. 미국은 일본이 진주만 공격을 감행한 다음 날인 1941년 12월 8일까지 공식적으로 중립을 유지했다.
1929년 이탈리아와 교황청 사이에 체결된 라테라노 조약은 교황이 "국제 관계에서 영구적인 중립"을 유지할 것을 요구했다. 이에 따라 바티칸 시국은 전쟁 기간 내내 공식적으로 중립을 유지했다.
몇몇 국가들은 중립을 유지하려는 노력에도 불구하고 침략을 당했다. 여기에는 나치 독일의 1940년 4월 9일 덴마크와 노르웨이 침공, 그리고 1940년 5월 10일의 벨기에, 네덜란드, 룩셈부르크 침공이 포함된다. 같은 날인 1940년 5월 10일, 이미 4월에 페로 제도를 침공했던 영국군은 아이슬란드를 침공하여 점령군을 주둔시켰다(이후 당시 중립국이었던 미국으로 교체됨). 소련은 1940년 6월 15일에 리투아니아를 침공하고, 6월 17일에는 라트비아와 에스토니아를 침공했다. 발칸반도에서는 1940년 10월 28일에 그리스-이탈리아 전쟁이 시작되었고, 1941년 4월에는 유고슬라비아가 침공당했다. 이란 또한 1941년 8월에 영국과 소련에 의해 공격받고 점령당했으며, 이후 나치 독일에게 선전포고했다.
이 기간 동안의 아프가니스탄, 안도라, 과테말라, 리히텐슈타인, 사우디아라비아, 예멘의 역사도 참조하시오.

## 국가별 분류

### 유럽

#### 에스토니아, 라트비아, 리투아니아
- 발트 3국인 에스토니아,[3] 라트비아,[4] 그리고 리투아니아[5]는 1938년 11월 18일 리가에서 발트 외무장관 회의에서 공동으로 중립을 선언했으며, 각국의 의회는 그해 말에 중립법을 통과시켰다. 그럼에도 불구하고, 이들 모두는 소련과 이후 나치 독일에 의해 점령되었다.

#### 아이슬란드
- 아이슬란드 왕국 — 1940년 5월부터 연합군에 의해 점령되었다.

#### 아일랜드
- 아일랜드 — 제2차 세계 대전 기간 동안의 아일랜드의 중립 정책은 유럽에서 적대 행위가 발발하자 에이먼 데 벌레라 (정부 수반)의 주도로 에러크터스(아일랜드 의회)에 의해 채택되었다. 이 정책은 몇 차례의 독일 공습과 추축국에 의한 아일랜드 선박 공격에도 불구하고 전쟁 내내 유지되었다. 데 벌레라는 어느 편에도 가담하지 않았지만, 일반적으로 연합국을 선호하고 지원했는데, 그들의 해군 수리 야드에 접근을 허용하고, 영국에 정보를 전달하며, 아일랜드에 추락한 연합군 조종사들이 영국으로 돌아가도록 허용했다(독일 조종사들은 억류되었다). 또한 아일랜드 공화주의 준군사 조직인 아일랜드 공화국군 (IRA) 일부가 영국에 대항하여 나치 독일과 협력하려 시도했으나, 결국 성공하지 못했다는 점도 주목할 만하다.

#### 포르투갈
- 틀:나라자료 포르투갈 제2공화국 — 포르투갈은 제2차 세계 대전 동안 공식적으로 중립을 유지했다. 그러나 지난 600년 동안 지속된 영국-포르투갈 동맹 때문에 영국과 긴밀한 관계를 유지했다. 이 동맹은 역사상 가장 오래 지속된 군사 동맹이다. 에스타두 노부는 스페인을 중립으로 유지하고 추축국에 합류하는 것을 막기 위해 중립을 추구했다. 포르투갈은 1944년 11월 28일 체결된 군사 협정을 통해 아소르스 제도의 산타 마리아 공항에 미국이 비밀 군사 기지를 사용하도록 허용했다. 이는 포르투갈의 중립을 위반하고 포르투갈을 연합국 편의 비교전국으로 만들었다.

포르투갈의 식민지:
-  포르투갈령 앙골라
-  포르투갈령 카보베르데
-  포르투갈령 기니
-  포르투갈령 인도
-  포르투갈령 마카오
-  포르투갈령 모잠비크
-  포르투갈령 상투메 프린시페
-  포르투갈령 티모르 (일본에 의해 1942년부터 1945년까지 점령됨)

#### 스페인

1940년 10월 프랑코와 히틀러의 한다예 회담.

- 스페인국 — 스페인은 처음에는 공식적인 중립을 유지했으나, 1940년 6월 이탈리아가 전쟁에 참전하자 프란시스코 프랑코는 스페인의 지위를 "비교전국"으로 변경하고 탕헤르를 점령했다. 1940년 6월부터 1941년 2월까지 프랑코 정권은 전쟁 개입에 크게 유혹을 받았다. 저명한 친독일주의자인 외무장관 라몬 세라노 수녜르는 정부에 매우 큰 영향력을 행사했다.[6] 그러나 1940년 10월 23일 프랑코와 히틀러의 한다예 회담을 포함한 독일 관리들과의 만남은 스페인의 공식적인 전쟁 참전으로 이어지지 않았다.

1940년 6월 중순, 스페인은 프랑스 공방전을 이용하여 4,000명의 모로코 군인을 탕헤르 국제 구역으로 보냈다. 탕헤르는 1945년까지 스페인에 의해 점령되었는데, 이탈리아가 도시를 점령할 수도 있다는 우려가 변명으로 제시되었다.
바르바로사 작전은 전쟁의 주요 전장을 지중해에서 벗어나게 하여 스페인의 개입에 대한 관심을 줄였다. 영향력이 약해진 세라노 수녜르는 여전히 스페인 지원병으로 구성된 블루 디비전을 창설하여 추축국을 위해 싸우게 했다. 전쟁이 확실히 연합국에 유리하게 돌아가자 프랑코는 1943년 10월 1일 스페인의 지위를 "경계하는 중립"으로 되돌렸다.
대부분의 전쟁 기간 동안 스페인은 나치 독일에 텅스텐 광석의 주요 공급자였다. 강력한 연합국의 외교적, 경제적 압력 속에서 스페인은 1944년 5월 2일 미국 및 영국과 비밀 협정을 맺고 독일에 대한 텅스텐 수출을 급격히 제한하고 스페인 영토에서 독일 스파이를 추방하기로 했다.
스페인의 식민지:
- [[파일:{{{국기그림-1938}}}|22x20px|border |스페인|링크=스페인]] 이프니
- [[파일:{{{국기그림-1938}}}|22x20px|border |스페인|링크=스페인]] 스페인령 사하라
-  스페인령 기니
-  스페인령 모로코 보호령
  - 탕헤르

#### 스웨덴
- 스웨덴 — 전쟁 이전에 스웨덴과 다른 북유럽 국가들은 유럽의 대규모 분쟁 시 중립을 계획하고 있음을 발표했다. 겨울 전쟁에서 핀란드가 소련에 침공당했을 때, 스웨덴은 입장을 국제 조약에 의해 정의되지 않은 비교전국으로 변경하여, 스웨덴을 중립의 제약에서 벗어나게 했다. 이로 인해 스웨덴 정부는 겨울 전쟁 동안 핀란드를 지원하고, 휴가 중인 독일군 병사들이 스웨덴을 통과하도록 허용했으며, 한때는 전투 사단이 노르웨이에서 스웨덴을 거쳐 핀란드로 이동하도록 허용했다. 독일군의 핀란드 및 스웨덴 통과와 제2차 세계 대전 기간 스웨덴의 철광석 채굴은 독일의 전쟁 노력을 도왔다. 스웨덴은 제1차 세계 대전 이후 무장을 해제하여 1940년까지 독일의 군사적 위협에 저항할 수 있는 위치에 있지 않았다.

1943년에 스웨덴군은 크게 개선되었고, 독일과의 모든 협정이 종료되었다. 히틀러는 스웨덴 침공을 고려했지만, 괴링이 반대하자 히틀러는 계획을 포기했다. 스웨덴의 SKF 회사는 독일에서 사용되는 볼 베어링의 대부분을 공급했으며, 연합군의 항공기 생산에도 중요했다.
스웨덴 정보기관은 독일의 가이엠슈라이버 암호를 해독하고 해독된 정보를 연합국과 공유했다. 스탈린은 히틀러의 소련 침공 계획에 대해 미리 통보받았지만 그 정보를 믿지 않기로 결정했다.
덴마크 저항군은 스웨덴과 협력하여 1943년 덴마크 유대인 구출을 위해 유대인들을 스웨덴으로 수송했다. 핀마르크 해방 동안 스웨덴은 노르웨이 "경찰" 부대를 국경 너머로 보내 연합군과 합류하도록 했다. 전쟁 말기, 스웨덴은 점령 중인 독일 국방군이 일반 휴전을 거부할 경우 노르웨이와 덴마크에 대한 연합군의 침공에 참여할 준비를 하고 있었다.

#### 스위스
- 스위스 — 제1차 세계 대전과 마찬가지로 스위스는 역사적인 중립을 유지했다. 스위스는 독일 석탄에 의존했으며, 전쟁 중 1천만 톤의 석탄을 수입했는데, 이는 스위스 에너지 공급량의 41%에 해당한다.

나치는 부를 축적하기 위해 희생자들(강제 수용소 희생자들 포함)의 자산을 약탈했다. 1998년 스위스 위원회는 스위스 국립은행이 4억 4천만 달러(2020년 기준 80억 달러) 상당의 나치 금을 보유하고 있으며, 그 절반 이상이 약탈된 것으로 추정된다고 밝혔다. 거의 91 tonne (100 쇼트톤)의 나치 금이 스위스 은행을 통해 돈세탁되었으며, 전쟁이 끝났을 때 3.6 tonne (4 쇼트톤)만이 반환된 것으로 추정된다.
스위스군은 영공을 침범하는 추축국 폭격기에 자주 발포했으며, 여러 차례 자국 영토 상공에서 연합군 항공기를 격추하기도 했다. 전쟁 내내 스위스의 도시들은 추축국과 연합군 항공기에 의해 우발적으로 폭격당했다. 추축국은 스위스 침공 계획을 가지고 있었지만, 스위스는 어떠한 추축국 침공도 저지하기 위해 복잡한 요새를 건설하고 수천 명의 군인들을 산악 지대에 집결시켰다.

#### 튀르키예
- 튀르키예는 전쟁이 끝나기 몇 달 전까지 중립을 유지하다가 그 시점에서 연합군에 합류했다. 전쟁 발발 전 튀르키예는 1939년에 프랑스 및 영국과 상호 원조 조약을 체결했다. 그러나 독일의 프랑스 침공 이후 튀르키예는 소련과의 충돌을 야기할 수 있는 군사 행동 시 면제 조항에 의존하여 중립을 유지했다. 1941년 6월, 이웃한 불가리아가 추축국에 합류하고 독일군이 유고슬라비아와 그리스를 침공하기 위해 영토를 통과하도록 허용한 후, 튀르키예는 독일과 우호 조약을 체결했다. 윈스턴 처칠과 그의 군사 참모진은 1943년 1월 30일 아다나 회담에서 튀르키예 대통령을 만났지만, 튀르키예는 당시 입장을 바꾸지 않았다.

튀르키예는 독일에 접근이 제한된 야금용 전략물자인 크로마이트의 중요한 생산국이었다. 독일은 이를 원했고, 연합군은 독일이 이를 얻지 못하도록 막고 싶었다. 따라서 크로마이트는 양측과의 튀르키예 협상에서 핵심 쟁점이었다. 튀르키예는 나치 독일에 크로마이트를 공급하기로 한 합의를 철회할 것이었다. 대신 연합국인 미국과 영국이 튀르키예에서 말린 과일과 담배도 구매하기로 합의한 후 이 두 연합국에 크로마이트를 판매했다. 튀르키예는 1944년 4월 독일에 대한 판매를 중단하고 8월에 관계를 단절했다. 1945년 2월, 연합국이 유엔 창립 회의 초청(다른 여러 국가에 대한 초청과 함께)을 완전한 교전 상태를 조건으로 내걸자, 튀르키예는 추축국에 선전포고했지만, 튀르키예군은 실제 전투에 참여하지 않았다.

#### 소국
- 안도라는 제2차 세계 대전 내내 중립을 유지했다.

- 리히텐슈타인은 제2차 세계 대전 내내 중립을 유지했다. 동시에 리히텐슈타인은 국가의 중립을 유지하기 위해 전쟁 중 스위스와 최대한 긴밀하게 연결되었다.[14][15] 전쟁이 끝나기 직전, 프란츠 요제프 2세는 제1러시아국군 소속의 추축국 친제정 러시아 백군 망명자들(보리스 스미슬롭스키 장군이 이끄는 이들은 리히텐슈타인 적십자사의 보살핌을 받고 있었다)에게 정치적 망명을 허가했다.[16][17] 리히텐슈타인은 외교적 압력에도 불구하고 러시아인들을 소련으로 송환하는 것을 거부했으며, 그렇게 하지 않은 유일한 국가였다.[17]

- 모나코는 이탈리아와 이후 독일에 의해 점령되었다.

- 산마리노는 1944년 9월 17일부터 20일까지 독일에 의해 잠시 점령되었다. 이 점령으로 인해 산마리노는 1944년 9월 21일 독일에 선전포고했다.

- 바티칸 시국은 제2차 세계 대전 내내 중립을 유지했다.

### 아시아

#### 아프가니스탄
- [[파일:{{{국기그림-1931}}}|22x20px|border |아프가니스탄 왕국]] 아프가니스탄 왕국은 제2차 세계 대전 내내 중립을 유지했다.

#### 부탄
- 부탄은 제2차 세계 대전 내내 중립을 유지했다.

#### 이란
- 팔라비 왕조 — 연합군으로부터 안전하기 위해 공식적으로 중립을 선언했으나, 이 전략적 결정은 오래가지 못했고 이란은 나중에 연합군에 의해 점령되었다(영국-소련의 이란 침공 참조). 이후 1943년 — 이란은 독일에 선전포고했으나, 이란군은 전투에 참여하지 않았고 몇몇 이란인들은 프랑스 레지스탕스에 대항하는 반파르티잔 작전을 위해 나치 독일 국방군의 Freiwilligen-Stamm-Division에 합류했다.

#### 사우디아라비아
- 사우디아라비아는 1939년 9월 11일 독일에 대한 외교 관계를 단절했고, 1941년 10월에는 일본과의 관계를 단절했다. 공식적으로는 중립이었지만, 사우디는 연합국에 대량의 석유를 공급했다. 미국과의 외교 관계는 1943년에 수립되었다. 압둘 아지즈 알사우드 국왕은 프랭클린 D. 루스벨트 대통령의 개인적인 친구였다. 이후 미국은 다란 근처에 공군 기지를 건설할 수 있도록 허가받았다.[18] 사우디아라비아는 1945년 2월 28일 독일에, 1945년 4월 1일 일본에 선전포고했지만, 선전포고로 인한 군사적 행동은 없었다.

#### 티베트
- 틀:나라자료 티베트 (1912년~1951년)는 제2차 세계 대전 내내 중립을 유지했다. 사실상 독립되어 달라이 라마의 통치하에 있었지만, 국제적으로는 중화민국의 지역성으로 인정되었다. 티베트 정부는 1943년 라싸에서 연합국(영국과 미국) 군사 장교들을 영접했다.[19] 제2차 세계 대전 종전과 마오쩌둥이 이끄는 공산군에 의한 국공 내전에서 국민당의 패배 이후, 티베트는 1951년 중국에 침공되어 합병되었다.

#### 예멘
- 틀:나라자료 예멘 무타와킬 왕국은 제2차 세계 대전 내내 중립을 유지했다.

### 아메리카

#### 아르헨티나
- 아르헨티나 — 1939년 제2차 세계 대전이 시작되기 전, 아르헨티나는 19세기 이래 모든 주요 정당에 의해 지지되고 방어되어 온 유럽 전쟁에 대한 오랜 중립 전통을 유지해 왔다. 이러한 정책의 주된 이유 중 하나는 세계 주요 식량 및 농산물 수출국으로서, 특히 영국을 비롯한 유럽 전반에 걸친 아르헨티나의 경제적 위치와 관련이 있었다.[20] 따라서 처음에는 아르헨티나 정부가 연합국에 동정적이었고[21] 영국에 경제적 지원을 제공했음에도 불구하고,[22] 국가의 중립주의 정치 전통이 우세했다. 일본의 진주만 공격과 이에 따른 미국의 일본 선전포고 이후, 미국의 아르헨티나 전쟁 참전 압력이 증가하기 시작했다.[21] 1943년 군사 쿠데타 이후 관계는 더욱 악화되었는데, 이는 쿠데타 주동자들이 추축국 동조자로 비난받았기 때문이다.[22] 아르헨티나군 내부의 강한 분열과 내부 분쟁으로 인해, 미국의 제재에도 불구하고 아르헨티나는 계속해서 중립을 유지할 것이었다.[22] 그러나 아르헨티나는 결국 연합국의 압력에 굴복하여 1944년 1월 26일 추축국과의 관계를 단절했고,[22] 1945년 3월 27일 선전포고했다.[22] 4,000명 이상의 아르헨티나 지원병이 연합국 편에서 싸웠다.[23]

#### 미국
- 미국 — 미국은 1936년 중립법에 따라 연합국 편을 선호했음에도 불구하고 제2차 세계 대전 발발 당시 중립을 유지했다. 그러나 1940년 봄 나치 독일에 의한 프랑스의 갑작스러운 패배로 인해 미국은 1940년 선택적 훈련 및 병역법을 통해 군사력을 크게 확장했다. 그해 12월 29일, 프랭클린 D. 루스벨트 대통령은 미국이 중립을 유지하면서 연합국에 물자를 공급하는 "민주주의의 조병창"이 될 것이라고 선언했다. 미국은 다음날 일본의 진주만 공격에 대한 대응으로 1941년 12월 8일 일본에 선전포고할 때까지 중립을 유지했다.

### 아프리카

#### 이집트
이집트는 1922년에 사실상의 독립을 달성했다. 그러나 1936년 영국-이집트 조약을 통해 대규모 영국군이 이집트에 주둔하도록 허용하면서, 실질적으로는 영국의 통제 하에 있었다. 이집트는 또한 앵글로-이집트 수단에서 공동 통제권을 가졌다. 알리 마헤르 파샤 정부는 1939년에 선전포고를 거부했는데, 비록 이집트가 전쟁의 상당 기간 동안 서부 사막 전역에 참여한 영국군의 전략적 거점이 될 것이었음에도 불구하고 말이다. 제2차 엘 알라메인 전투는 이집트 영토에서 벌어졌다.

#### 라이베리아
라이베리아는 1944년까지 중립을 유지했지만, 경제적, 정치적으로 점점 더 미국에 의해 지배되었다.

## 결론
포르투갈, 스페인, 스웨덴, 스위스는 무장 중립 개념을 고수했으며, 잠재적 침공으로부터 자국의 주권을 방어하기 위해 지속적으로 군인들을 집결시켰다. 따라서 이들은 중립 상태에서 공격받을 경우 교전국이 될 권리를 유지했다. 전쟁에서의 중립 개념은 좁게 정의되어 있으며, 중립을 유지할 국제적으로 인정된 권리에 대한 대가로 중립 당사자에게 특정 제약을 가한다. 더 넓은 개념은 비교전국이다. 중립국을 다루는 기본 조약은 1907년 육상 전쟁 시 중립국 및 인의 권리와 의무에 관한 헤이그 협약 제5조이다. 중립국은 다른 당사자 간의 전쟁에서 어느 편도 들지 않으며, 그 대가로 양측의 공격을 피하기를 바란다. 중립주의 정책은 해당 당사국이 관련된 무력 충돌 시 중립을 목표로 한다. 중립주의자는 국제 문제에서 중립을 옹호하는 사람이다. 갈등에서의 중립 개념은 비동맹, 즉 전쟁 시 중립을 유지하고 전쟁 자체를 예방하려는 희망을 가지고 군사동맹으로부터 의도적으로 탈퇴하는 것과는 구별된다.
제2차 세계 대전 동안 스페인, 스위스, 스웨덴에 대한 연구에서 에릭 골슨은 이들이 추축국과 연합국 모두와 거래하며 경제적 현실정치에 참여했음을 발견했다.

## 같이 보기
- 제2차 세계 대전 참전국
- 연합국 (제2차 세계 대전)
- 추축국
- 제2차 세계 대전 선전포고
- 제2차 세계 대전 기간 라틴 아메리카
- 중립국